# Seznam ptakoještěrů
Seznam ptakoještěrů je kompletním přehledem všech dosud popsaných rodů těchto létajících plazů, vzdáleně příbuzných dinosaurům. Obsahuje také dnes již neplatné názvy (nomina nuda, nomina dubia, mladší synonyma atd).

## A
- Aerotitan
- Aetodactylus
- Afrotapejara
- Aidachar — ichtyodektiformní ryba
- Alamodactylus
- Alanqa
- Albadraco
- Alcione
- Amblydectes — mladší synonymum rodu Coloborhynchus
- Angustinaripterus
- Anhanguera
- Anurognathus
- Apatomerus — zřejmě zástupce skupiny plesiosauria
- Arambourgiania
- Aralazhdarcho
- Araripedactylus
- Araripesaurus
- Arthurdactylus
- Austriadactylus
- Avgodectes — zřejmě mladší synonymum rodu Haopterus
- Azhdarcho

## B
| Obsah: | A B C D E F G H I J K L M N O P Q R S T U V W X Y Z — Viz také |

- Bakonydraco
- Barbaridactylus
- Batrachognathus
- Belonochasma — nepterosauří čelistnatec
- Beipiaopterus
- Bennettazhia
- Bogolubovia
- Boreopterus
- Brachytrachelus — preokupované jméno; nyní rod Scaphognathus
- Brasileodactylus

## C
| Obsah: | A B C D E F G H I J K L M N O P Q R S T U V W X Y Z — Viz také |

- Cacibupteryx
- Caelestiventus
- Camposipterus
- "Campylognathus" — preokupované jméno; nyní známý jako Campylognathoides
- Campylognathoides
- "Cathayopterus" — nomen nudum
- Caulkicephalus
- Caviramus
- Cearadactylus
- Chaoyangopterus
- Changchengopterus
- Cimoliornis — mladší synonymum rodu Ornithocheirus
- Coloborhynchus
- Comodactylus
- Cretornis — mladší synonymum rodu Ornithocheirus
- Criorhynchus — mladší synonymum rodu Ornithocheirus
- Cryodrakon
- Ctenochasma
- Cycnorhamphus

## D
| Obsah: | A B C D E F G H I J K L M N O P Q R S T U V W X Y Z — Viz také |

- "Daitingopterus" — nomen nudum
- Darwinopterus
- Dendrorhynchoides
- "Dendrorhynchus" — preokupované jméno; nyní známý jako Dendrorhynchoides
- Dermodactylus
- Dimorphodon
- Diopecephalus — mladší synonymum rodu Pterodactylus
- Dolichorhamphus — mladší synonymum rodu Rhamphocephalus
- Domeykodactylus
- Doratorhynchus
- Dorygnathus
- Dsungaripterus

## E
| Obsah: | A B C D E F G H I J K L M N O P Q R S T U V W X Y Z — Viz také |

- Elanodactylus[1]
- Eoazhdarcho
- Eopteranodon
- Eosipterus
- Eudimorphodon
- Eurazhdarcho

## F
| Obsah: | A B C D E F G H I J K L M N O P Q R S T U V W X Y Z — Viz také |

- Feilongus
- Ferrodraco

## G
| Obsah: | A B C D E F G H I J K L M N O P Q R S T U V W X Y Z — Viz také |

- Gallodactylus — mladší synonymum rodu Cycnorhamphus
- Geosternbergia — mladší synonymum rodu Pteranodon
- Gegepterus
- Germanodactylus
- Gnathosaurus

## H
| Obsah: | A B C D E F G H I J K L M N O P Q R S T U V W X Y Z — Viz také |

- Hamipterus
- Haopterus
- Harpactognathus
- Hatzegopteryx
- Herbstosaurus
- Hongshanopterus
- Huanhepterus
- Huaxiapterus

## I
| Obsah: | A B C D E F G H I J K L M N O P Q R S T U V W X Y Z — Viz také |

- Infernodrakon
- Istiodactylus

## J
| Obsah: | A B C D E F G H I J K L M N O P Q R S T U V W X Y Z — Viz také |

- Jeholopterus
- Jidapterus

## K
| Obsah: | A B C D E F G H I J K L M N O P Q R S T U V W X Y Z — Viz také |

- Kepodactylus
- Keresdrakon
- Kunpengopterus

## L
| Obsah: | A B C D E F G H I J K L M N O P Q R S T U V W X Y Z — Viz také |

- Lacusovagus
- Laopteryx
- Liaoningopterus
- Liaoningopteryx — špatný přepis názvu Liaoningopterus
- Liaoxipterus
- "Lithosteornis" — nomen nudum; mladší synonymum rodu Ornithocheirus
- Lonchodectes
- Lonchognathosaurus
- Longchengpterus
- Ludodactylus
- Luopterus[2]

## M
| Obsah: | A B C D E F G H I J K L M N O P Q R S T U V W X Y Z — Viz také |

- Macrotrachelus — mladší synonymum rodu Pterodactylus
- Mesadactylus
- Mimodactylus
- Mistralazhdarcho
- Moganopterus
- Montanazhdarcho
- Muzquizopteryx
- Mythunga

## N
| Obsah: | A B C D E F G H I J K L M N O P Q R S T U V W X Y Z — Viz také |

- Nemicolopterus
- Nesodactylus
- Nesodon — špatný přepis jména Nesodactylus, také preokupováno
- Ningchengopterus
- Nipponopterus
- Noripterus
- Normannognathus
- Nurhachius
- Nyctodactylus — mladší synonymum rodu Nyctosaurus
- Nyctosaurus

## O
| Obsah: | A B C D E F G H I J K L M N O P Q R S T U V W X Y Z — Viz také |

- "Odontorhynchus" — preokupováno
- "Oolithorhynchus" — nomen nudum
- Ornithocephalus — mladší synonymum rodu Pterodactylus
- Ornithocheirus
- Ornithopterus — mladší synonymum rodu Rhamphorhynchus
- Ornithostoma
- "Osteornis" — nomen nudum; mladší synonymum rodu Ornithocheirus

## P
| Obsah: | A B C D E F G H I J K L M N O P Q R S T U V W X Y Z — Viz také |

- Pachyrhamphus — preokupované jméno; nyní známý jako Scaphognathus
- Palaeornis — preokupované jméno; mladší synonymum rodu Ornithocheirus
- Paranurognathus — mladší synonymum rodu Anurognathus
- Parapsicephalus
- Peteinosaurus
- "Phobetor" — nomen nudum a preokupované
- Phosphatodraco
- Plataleorhynchus
- Preondactylus
- "Pricesaurus" — nomen nudum
- Ptenodactylus — preokupované jméno; mladší synonymum rodu Coloborhynchus
- Ptenodracon — mladší synonymum rodu Pterodactylus
- Pteranodon
- Pterodactylus
- Pterodaustro
- Pteromonodactylus — mladší synonymum rodu Rhamphorhynchus
- Pterorhynchus
- Pterotherium — mladší synonymum rodu Pterodactylus
- Puntanipterus

## Q
| Obsah: | A B C D E F G H I J K L M N O P Q R S T U V W X Y Z — Viz také |

- Quetzalcoatlus

## R
| Obsah: | A B C D E F G H I J K L M N O P Q R S T U V W X Y Z — Viz také |

- Raeticodactylus
- Rhabdopelix — zřejmě fosilní část rodu kuehneosaurid
- Rhamphinion
- Rhamphocephalus
- Rhamphorhynchus

## S
| Obsah: | A B C D E F G H I J K L M N O P Q R S T U V W X Y Z — Viz také |

- Santanadactylus
- Scaphognathus
- Shenzhoupterus
- Simurghia
- Sinopterus
- Siroccopteryx — mladší synonymum rodu Coloborhynchus
- Sordes
- Sultanuvaisia — ichtyodektiformní ryba

## T
| Obsah: | A B C D E F G H I J K L M N O P Q R S T U V W X Y Z — Viz také |

- Tapejara
- Tendaguripterus
- Tethydraco
- Thalassodromeus
- Thanatosdrakon
- "Titanopteryx" — nyní rod Arambourgiania
- Tribelesodon — dnes prolacertiformní plaz Tanystropheus
- Tropeognathus — mladší synonymum rodu Ornithocheirus
- Tupandactylus
- Tupuxuara

## U
| Obsah: | A B C D E F G H I J K L M N O P Q R S T U V W X Y Z — Viz také |

- Utahdactylus — zřejmě nepterosauří plaz

## V
| Obsah: | A B C D E F G H I J K L M N O P Q R S T U V W X Y Z — Viz také |

- Volgadraco

## W
| Obsah: | A B C D E F G H I J K L M N O P Q R S T U V W X Y Z — Viz také |

- Wellnhopterus
- "Wyomingopteryx" — nomen nudum

## X
| Obsah: | A B C D E F G H I J K L M N O P Q R S T U V W X Y Z — Viz také |

## Y
| Obsah: | A B C D E F G H I J K L M N O P Q R S T U V W X Y Z — Viz také |

- Yixianopterus — špatně známý rod[3]

## Z
| Obsah: | A B C D E F G H I J K L M N O P Q R S T U V W X Y Z — Viz také |

- Zhejiangopterus
- Zhenyuanopterus